# Meizu 18X
Meizu 18X — смартфон середнього рівня, розроблений Meizu. Є наступником Meizu 16Xs та був представлений 22 вересня 2021 року разом з Meizu 18s та Meizu 18s Pro. Також смартфон був перевипущений компанією Gree як Gree Tosot G7.

## Дизайн
Задня панель та екран виконані зі скла. Бокові грані виконані з пластику.
За дизайном Meizu 18X відрізняються тільки логотипами компаній та написами на блоці камери («18X Dark Vision» у Meizu 18X та «64MP Matrix AI Camera» в Gree Tosot G7).
Знизу знаходяться роз'єм USB-C, динамік, мікрофон та слот під 2 SIM-картки. Зверху розташований другий мікрофон. З правого боку розміщені кнопки регулювання гучності та кнопка блокування смартфона.
Meizu 18X продається в 3 кольорах: Zen (білий), чорному та Haze (блакитно-рожевому).

## Технічні характеристики

### Платформа
Телефон отримав процесор Qualcomm Snapdragon 870 та графічний процесор Adreno 650.

### Батарея
Батарея отримала об'єм 4300 мА·год та підтримку швидкої зарядки на 30 Вт.

### Камера
Смартфон отримав основну потрійну камеру 64 Мп, f/1.8 (ширококутний) з фазовим автофокусом + 8 Мп, f/2.2 з кутом огляду 120˚ (ультраширококутний) + 2 Мп, f/2.4 (сенсор глибини) зі здатністю запису відео в роздільній здатності 8K@30fps. Фронтальна камера отримала роздільність 13 Мп, світлосилою f/2.0 (ширококутний) та здатністю запису відео у роздільній здатності 1080p@30fps.

### Екран
Екран OLED, 6.67", 2400 × 1080 (FullHD+) зі співвідношенням сторін 20:9, щільністю пікселів 395 ppi, частотою оновлення дисплею 120 Гц та круглим вирізом під фронтальну камеру, що розміщений зверху в центрі.

### Пам'ять
Смартфон продається в комплектаціях 8/128, 8/256 та 12/256 ГБ.

### Програмне забезпечення
Meizu 18X працює на Flyme 9.2, а Gree Tosot G7 ― HALO UI 6.0. Обидві оболонки на базі Android 11. Були оновлені до Flyme 10 та HALO UI 7.0 відповідно на базі Android 12.